# Drahomíra
Drahomíra född 877/890, död efter 935, var en hertiginna av Böhmen; gift med hertig Vratislav I av Böhmen. Mor till Wenzel av Böhmen. Hon var Böhmens regent under sin sons minderårighet från 921 till 924 eller 925. 

## Biografi
Drahomíra var en prinsessa ur havolanernas stam. Hon var inte kristen, men döptes vid giftermålet med Vratislav I. 
Vid makens död 921 blev hon Böhmens regent som förmyndare för sin son Wenzel. Hon delade regentskapet med sin före detta svärmor, Sankta Ludmilla, som var entusiastiskt kristen. Ludmilla hade vårdnaden om Wenzel, medan Drahomíra behöll vårdnaden om sin yngre son Boleslaus. Drahomíra ville återfå vårdnaden om sin äldste son, och motsattes sig svärmoderns inflytande över honom. Hon lät därför mörda Ludmilla. 
När Wenzel myndigförklarades och tog kontrollen över regeringen 925, landsförvisade han Drahomíra. Hon tilläts dock senare att återvända.